# Fausto Robustelli
Fausto Robustelli (Lurate Caccivio, 25 september 1930 - 4 januari 2008) was een Zwitsers voetballer die speelde als verdediger.

## Carrière
Robustelli speelde tussen 1947 en 1959 voor AC Bellinzona en Brühl St. Gallen. Hij speelde tussen 1952 en 1956 drie keer voor Zwitserland.